# Dracula verticulosa
Dracula verticulosa är en orkidéart som beskrevs av Carlyle August Luer och Rodrigo Escobar. Dracula verticulosa ingår i släktet Dracula och familjen orkidéer. Inga underarter finns listade i Catalogue of Life.

## Bildgalleri

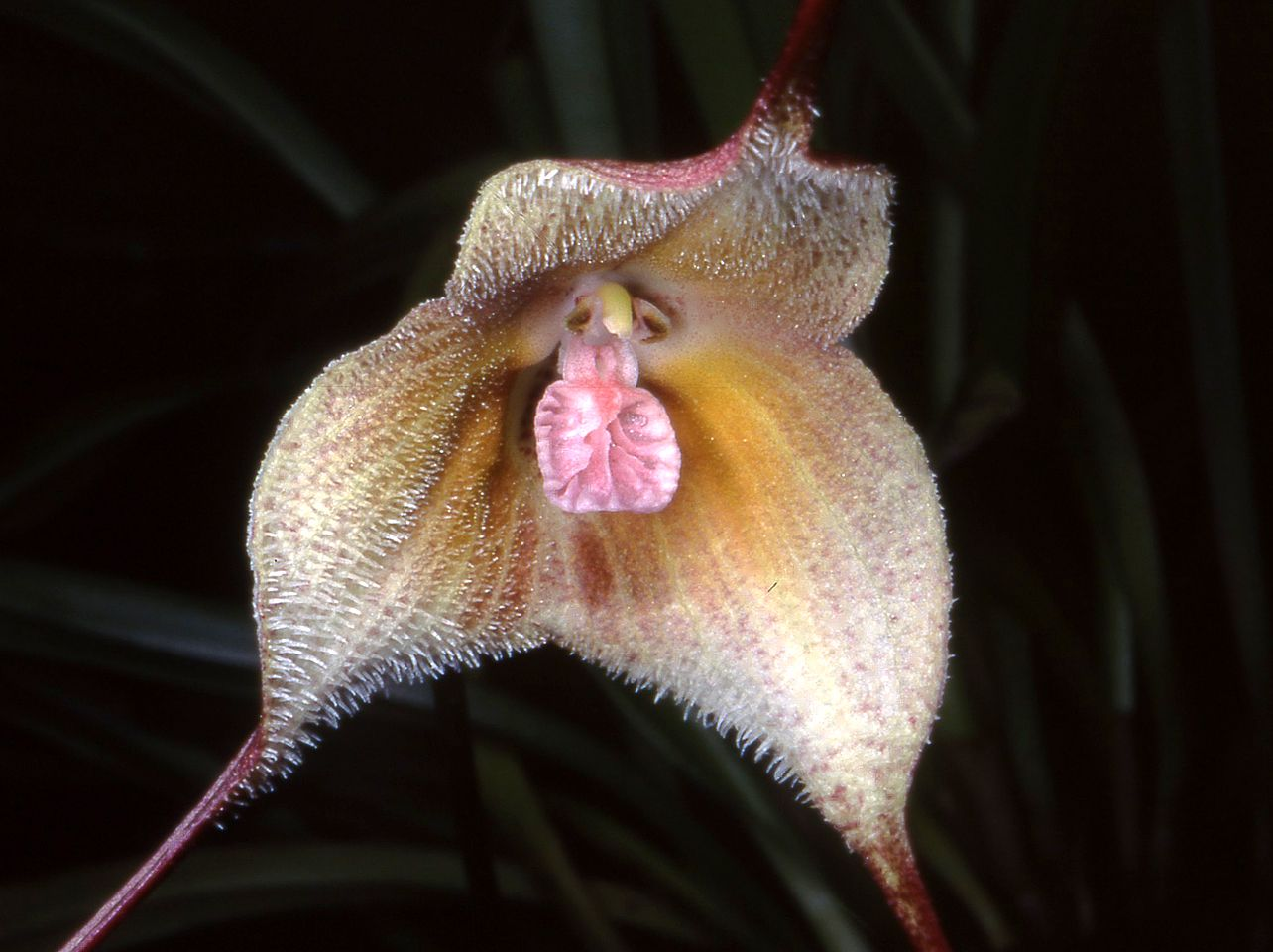
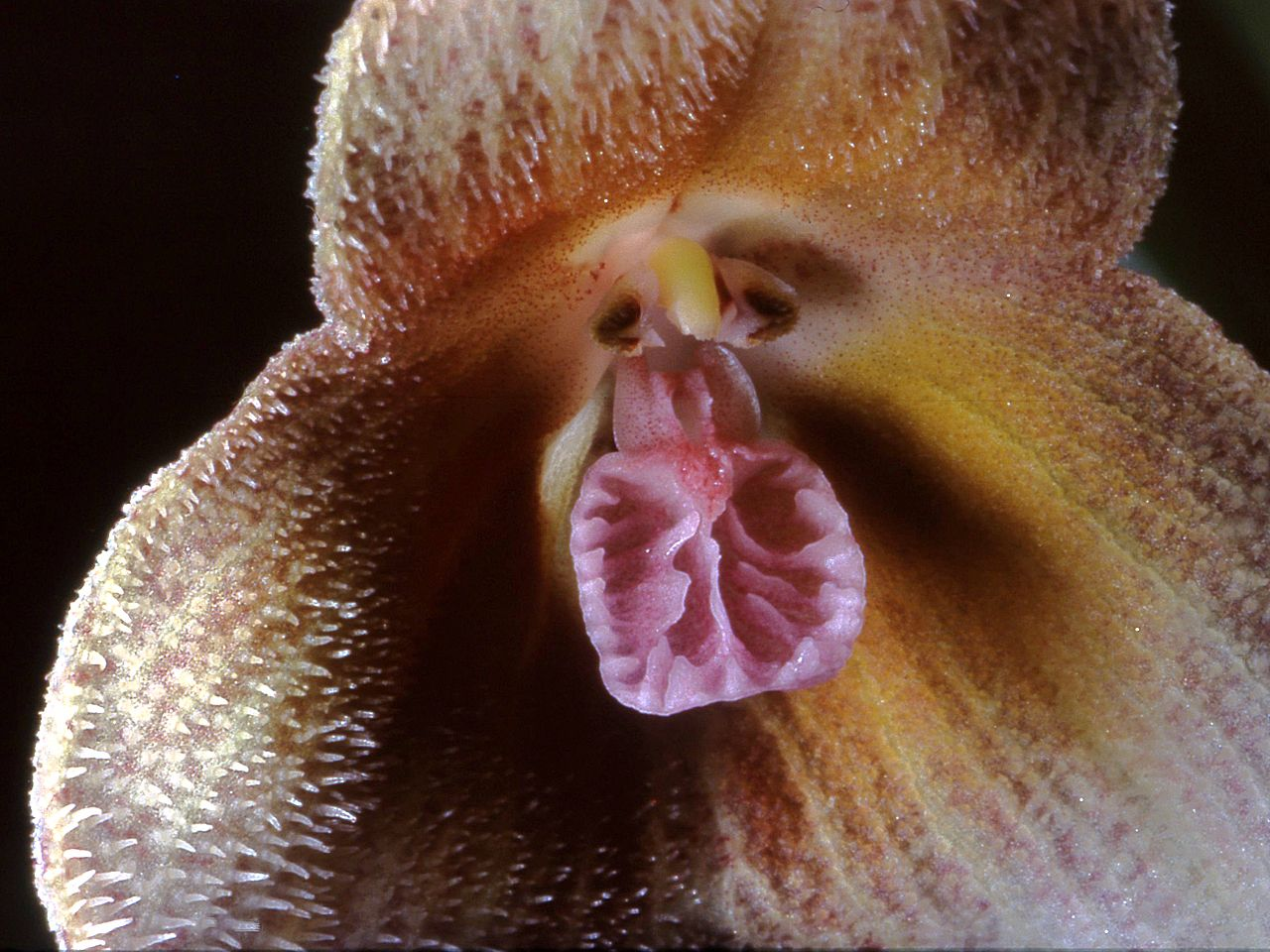